# Cantone di Fontenay-sous-Bois
Il Cantone di Fontenay-sous-Bois è una divisione amministrativa dell'Arrondissement di Nogent-sur-Marne.
È stato istituito a seguito della riforma dei cantoni del 2014, che è entrata in vigore con le elezioni dipartimentali del 2015.

## Composizione
Comprende Fontenay-sous-Bois e parte del  comune di Vincennes.